# ALL RIGHT (ねごとの曲)
「ALL RIGHT」（オールライト）は、ねごとの楽曲。2017年8月30日にスピッツのカバー曲「空も飛べるはず」との両A面シングル『空も飛べるはず / ALL RIGHT』として発売された。
シングルの発売と同年に公開されたショウゲート配給映画『トリガール!』の挿入歌として使用された。

## 背景
映画監督である英勉は以前よりねごとのファンであり、その縁から『トリガール!』の主題歌・挿入歌を依頼された。挿入歌となった本作は、英勉からの「挿入歌はシーン的に『sharp ♯』のような疾走感のあって、コーラスも多い楽曲」とのリクエストがあった。
楽曲は、蒼山幸子が書いた歌詞とメロディに対して、沙田瑞紀がトラックを付け、さらに曲の構成上でもう1つメロディで必要だった沙田によって、かつて澤村小夜子が作った楽曲のデモが引用された。歌詞について、蒼山は「映画のことも考えてはいるけど、自分が思っていることをちゃんと書きたいし、そういうものを書かないと意味がないと思っている。そういう思いが肩肘張らずに書けた気がする。」と語っている。
2017年8月30日に同じく映画『トリガール!』の主題歌で、スピッツのカバー曲「空も飛べるはず」との両A面シングル『空も飛べるはず / ALL RIGHT』として発売された。シングル『DANCER IN THE HANABIRA』から約2ヶ月でのリリース。初回生産限定盤と通常盤の2形態での販売になっており、初回生産限定盤にはシングルの表題2曲のミュージック・ビデオを収録したDVDが付属。なお、本作以降にシングルを発売しておらず、2019年に解散したため、ねごとにとって最後のシングル作品となった。
8月21日より関東圏で放送が開始されたカフェ「café & pancakes gram」のCMソングとしても使用された。

## プロモーション
「ALL RIGHT」のミュージック・ビデオは、「空も飛べるはず」のミュージック・ビデオと連動した作品となっており、2017年8月10日に公開された。
楽曲の発売に先駆け、2017年6月26日に行った自身の主催ライブ『ETERNALBEAT NIGHT』東京公演にてライブ初披露した。

## 演奏
- 蒼山幸子 - ボーカル
- 沙田瑞紀 - ギター & プログラミング & コーラス
- 藤崎佑 - ベース & コーラス
- 澤村小夜子 - ドラム & コーラス

## シングル収録曲
| #         | タイトル                         | 作詞      | 作曲                | 編曲      | 時間  |
| --------- | -------------------------------- | --------- | ------------------- | --------- | ----- |
| 1.        | 「空も飛べるはず」               | 草野正宗  | 草野正宗            | ねごと    | 4:34  |
| 2.        | 「ALL RIGHT」                    | 蒼山幸子  | 沙田瑞紀 澤村小夜子 | ねごと    | 3:31  |
| 3.        | 「空も飛べるはず」(Instrumental) |           |                     |           | 4:34  |
| 4.        | 「ALL RIGHT」(Instrumental)      |           |                     |           | 3:29  |
| 合計時間: | 合計時間:                        | 合計時間: | 合計時間:           | 合計時間: | 16:08 |

| #  | タイトル                        | 作詞 | 作曲・編曲 |
| -- | ------------------------------- | ---- | ---------- |
| 1. | 「空も飛べるはず」(Music Video) |      |            |
| 2. | 「ALL RIGHT」(Music Video)      |      |            |